# Perlamantispa girardi
Perlamantispa girardi is een insect uit de familie van de Mantispidae, die tot de orde netvleugeligen (Neuroptera) behoort. 
Perlamantispa girardi is voor het eerst wetenschappelijk beschreven door Poivre in 1982.